# Liste der Kulturdenkmale in der Andreasvorstadt
Die Liste der Kulturdenkmale in der Andreasvorstadt enthält die Kulturdenkmale des Stadtteils Andreasvorstadt der thüringischen Landeshauptstadt Erfurt, die vom Thüringischen Landesamt für Denkmalpflege und Archäologie als Bau- und Kunstdenkmale auf dem Gebiet der Stadt mit Stand vom 11. April 2024 erfasst wurden.

## Legende
- Bild: zeigt ein Bild des Kulturdenkmals und gegebenenfalls einen Link zu weiteren Fotos des Kulturdenkmals im Medienarchiv Wikimedia Commons
- Bezeichnung: Name, Bezeichnung oder die Art des Kulturdenkmals
- Lage: Wenn vorhanden Straßenname und Hausnummer des Kulturdenkmals; Grundsortierung der Liste erfolgt nach dieser Adresse. Der Link Karte führt zu verschiedenen Kartendarstellungen und nennt die Koordinaten des Kulturdenkmals.
 Kartenansicht, um Koordinaten zu setzen – in dieser Kartenansicht sind Kulturdenkmale ohne Koordinaten mit einem roten bzw. orangen Marker dargestellt und können in der Karte gesetzt werden. Kulturdenkmale ohne Bild sind mit einem blauen bzw. roten Marker gekennzeichnet, Kulturdenkmale mit Bild mit einem grünen bzw. orangen Marker.
- Datierung: gibt das Jahr der Fertigstellung beziehungsweise das Datum der Erstnennung oder den Zeitraum der Errichtung an
- Beschreibung: bauliche und geschichtliche Einzelheiten des Kulturdenkmals, vorzugsweise die Denkmaleigenschaften
- ID: Die ID identifiziert das Kulturdenkmal eindeutig. In Thüringen sind aktuell keine IDs veröffentlicht. In der ID-Spalte kann sich auch folgendes Icon  befinden, dies führt zu Angaben zu diesem Kulturdenkmal bei Wikidata.

## Liste der Kulturdenkmale in Andreasvorstadt

### Adalbertstraße
| Bild                           | Bezeichnung | Lage                      | Datierung | Beschreibung                                                                                               | ID |
| ------------------------------ | ----------- | ------------------------- | --------- | --- | -- |
| weitere Bilder Fotos hochladen |             | Adalbertstraße 14 (Karte) |           | Teil des Ensembles Bauliche Gesamtanlage Wohnviertel Erfurter Spar- und Bauverein                          |    |
| weitere Bilder Fotos hochladen |             | Adalbertstraße 15 (Karte) |           | Teil des Ensembles Bauliche Gesamtanlage Wohnviertel Erfurter Spar- und Bauverein                          |    |
| weitere Bilder Fotos hochladen |             | Adalbertstraße 16 (Karte) |           | Teil des Ensembles Bauliche Gesamtanlage Wohnviertel Erfurter Spar- und Bauverein                          |    |
| weitere Bilder Fotos hochladen |             | Adalbertstraße 17 (Karte) |           | Teil des Ensembles Bauliche Gesamtanlage Wohnviertel Erfurter Spar- und Bauverein                          |    |
| weitere Bilder Fotos hochladen |             | Adalbertstraße 18 (Karte) |           | Teil des Ensembles Bauliche Gesamtanlage Wohnviertel Erfurter Spar- und Bauverein                          |    |
| weitere Bilder Fotos hochladen |             | Adalbertstraße 19 (Karte) |           | Teil des Ensembles Bauliche Gesamtanlage Wohnviertel Erfurter Spar- und Bauverein                          |    |
| weitere Bilder Fotos hochladen |             | Adalbertstraße 20 (Karte) |           | Teil des Ensembles Bauliche Gesamtanlage Wohnviertel Erfurter Spar- und Bauverein                          |    |
| weitere Bilder Fotos hochladen | Wohnhaus    | Adalbertstraße 21 (Karte) |           | einzelnes Kulturdenkmal; Teil des Ensembles Bauliche Gesamtanlage Wohnviertel Erfurter Spar- und Bauverein |    |
| weitere Bilder Fotos hochladen |             | Adalbertstraße 22 (Karte) |           | Teil des Ensembles Bauliche Gesamtanlage Wohnviertel Erfurter Spar- und Bauverein                          |    |
| weitere Bilder Fotos hochladen | Wohnhaus    | Adalbertstraße 23 (Karte) |           | einzelnes Kulturdenkmal; Teil des Ensembles Bauliche Gesamtanlage Wohnviertel Erfurter Spar- und Bauverein |    |
| weitere Bilder Fotos hochladen | Wohnhaus    | Adalbertstraße 24 (Karte) |           | einzelnes Kulturdenkmal; Teil des Ensembles Bauliche Gesamtanlage Wohnviertel Erfurter Spar- und Bauverein |    |
| weitere Bilder Fotos hochladen |             | Adalbertstraße 25 (Karte) |           | Teil des Ensembles Bauliche Gesamtanlage Wohnviertel Erfurter Spar- und Bauverein                          |    |
| weitere Bilder Fotos hochladen |             | Adalbertstraße 26 (Karte) |           | Teil des Ensembles Bauliche Gesamtanlage Wohnviertel Erfurter Spar- und Bauverein                          |    |
| weitere Bilder Fotos hochladen |             | Adalbertstraße 27 (Karte) |           | Teil des Ensembles Bauliche Gesamtanlage Wohnviertel Erfurter Spar- und Bauverein                          |    |
| weitere Bilder Fotos hochladen |             | Adalbertstraße 28 (Karte) |           | Teil des Ensembles Bauliche Gesamtanlage Wohnviertel Erfurter Spar- und Bauverein                          |    |
| weitere Bilder Fotos hochladen |             | Adalbertstraße 29 (Karte) |           | Teil des Ensembles Bauliche Gesamtanlage Wohnviertel Erfurter Spar- und Bauverein                          |    |
| weitere Bilder Fotos hochladen |             | Adalbertstraße 30 (Karte) |           | Teil des Ensembles Bauliche Gesamtanlage Wohnviertel Erfurter Spar- und Bauverein                          |    |
| weitere Bilder Fotos hochladen |             | Adalbertstraße 31 (Karte) |           | Teil des Ensembles Bauliche Gesamtanlage Wohnviertel Erfurter Spar- und Bauverein                          |    |
| weitere Bilder Fotos hochladen |             | Adalbertstraße 32 (Karte) |           | Teil des Ensembles Bauliche Gesamtanlage Wohnviertel Erfurter Spar- und Bauverein                          |    |

### Adam-Ries-Straße
| Bild                           | Bezeichnung | Lage                        | Datierung | Beschreibung                                                             | ID |
| ------------------------------ | ----------- | --------------------------- | --------- | ------------------------------------------------------------------------ | -- |
| weitere Bilder Fotos hochladen |             | Adam-Ries-Straße 7 (Karte)  |           | Teil des Ensembles Kennzeichnendes Straßen- und Platzbild Gutenbergplatz |    |
| weitere Bilder Fotos hochladen |             | Adam-Ries-Straße 8 (Karte)  |           | Teil des Ensembles Kennzeichnendes Straßen- und Platzbild Gutenbergplatz |    |
| weitere Bilder Fotos hochladen |             | Adam-Ries-Straße 9 (Karte)  |           | Teil des Ensembles Kennzeichnendes Straßen- und Platzbild Gutenbergplatz |    |
| weitere Bilder Fotos hochladen |             | Adam-Ries-Straße 10 (Karte) |           | Teil des Ensembles Kennzeichnendes Straßen- und Platzbild Gutenbergplatz |    |
| weitere Bilder Fotos hochladen |             | Adam-Ries-Straße 11 (Karte) |           | Teil des Ensembles Kennzeichnendes Straßen- und Platzbild Gutenbergplatz |    |

### Albrechtstraße
| Bild                           | Bezeichnung | Lage                      | Datierung | Beschreibung                                                              | ID |
| ------------------------------ | ----------- | ------------------------- | --------- | ------------------------------------------------------------------------- | -- |
| weitere Bilder Fotos hochladen |             | Albrechtstraße 67 (Karte) |           | Teil des Ensembles Bauliche Gesamtanlage Modernisierungsgebiet Auenstraße |    |

### Auenstraße
| Bild                           | Bezeichnung       | Lage                  | Datierung | Beschreibung                                                                      | ID |
| ------------------------------ | ----------------- | --------------------- | --------- | --------------------------------------------------------------------------------- | -- |
| weitere Bilder Fotos hochladen | Wohnhaus          | Auenstraße 30 (Karte) |           | einzelnes Kulturdenkmal                                                           |    |
| weitere Bilder Fotos hochladen | Wohnhaus          | Auenstraße 31 (Karte) |           | einzelnes Kulturdenkmal                                                           |    |
| weitere Bilder Fotos hochladen | Wohnhaus          | Auenstraße 32 (Karte) |           | einzelnes Kulturdenkmal                                                           |    |
| weitere Bilder Fotos hochladen |                   | Auenstraße 39 (Karte) |           | Teil des Ensembles Bauliche Gesamtanlage Wohnviertel Erfurter Spar- und Bauverein |    |
| weitere Bilder Fotos hochladen |                   | Auenstraße 40 (Karte) |           | Teil des Ensembles Bauliche Gesamtanlage Wohnviertel Erfurter Spar- und Bauverein |    |
| weitere Bilder Fotos hochladen |                   | Auenstraße 41 (Karte) |           | Teil des Ensembles Bauliche Gesamtanlage Wohnviertel Erfurter Spar- und Bauverein |    |
| weitere Bilder Fotos hochladen |                   | Auenstraße 42 (Karte) |           | Teil des Ensembles Bauliche Gesamtanlage Wohnviertel Erfurter Spar- und Bauverein |    |
| weitere Bilder Fotos hochladen |                   | Auenstraße 43 (Karte) |           | Teil des Ensembles Bauliche Gesamtanlage Wohnviertel Erfurter Spar- und Bauverein |    |
| weitere Bilder Fotos hochladen |                   | Auenstraße 44 (Karte) |           | Teil des Ensembles Bauliche Gesamtanlage Wohnviertel Erfurter Spar- und Bauverein |    |
| weitere Bilder Fotos hochladen |                   | Auenstraße 45 (Karte) |           | Teil des Ensembles Bauliche Gesamtanlage Wohnviertel Erfurter Spar- und Bauverein |    |
| weitere Bilder Fotos hochladen |                   | Auenstraße 46 (Karte) |           | Teil des Ensembles Bauliche Gesamtanlage Wohnviertel Erfurter Spar- und Bauverein |    |
| weitere Bilder Fotos hochladen |                   | Auenstraße 47 (Karte) |           | Teil des Ensembles Bauliche Gesamtanlage Wohnviertel Erfurter Spar- und Bauverein |    |
| weitere Bilder Fotos hochladen |                   | Auenstraße 48 (Karte) |           | Teil des Ensembles Bauliche Gesamtanlage Wohnviertel Erfurter Spar- und Bauverein |    |
| weitere Bilder Fotos hochladen |                   | Auenstraße 49 (Karte) |           | Teil des Ensembles Bauliche Gesamtanlage Wohnviertel Erfurter Spar- und Bauverein |    |
| weitere Bilder Fotos hochladen |                   | Auenstraße 50 (Karte) |           | Teil des Ensembles Bauliche Gesamtanlage Wohnviertel Erfurter Spar- und Bauverein |    |
| weitere Bilder Fotos hochladen |                   | Auenstraße 51 (Karte) |           | Teil des Ensembles Bauliche Gesamtanlage Wohnviertel Erfurter Spar- und Bauverein |    |
| weitere Bilder Fotos hochladen |                   | Auenstraße 52 (Karte) |           | Teil des Ensembles Bauliche Gesamtanlage Wohnviertel Erfurter Spar- und Bauverein |    |
| weitere Bilder Fotos hochladen |                   | Auenstraße 53 (Karte) |           | Teil des Ensembles Bauliche Gesamtanlage Wohnviertel Erfurter Spar- und Bauverein |    |
| weitere Bilder Fotos hochladen |                   | Auenstraße 54 (Karte) |           | Teil des Ensembles Bauliche Gesamtanlage Wohnviertel Erfurter Spar- und Bauverein |    |
| BW                             |                   | Auenstraße 55 (Karte) |           | Teil des Ensembles Bauliche Gesamtanlage Wohnviertel Erfurter Spar- und Bauverein |    |
| weitere Bilder Fotos hochladen |                   | Auenstraße 56 (Karte) |           | Teil des Ensembles Bauliche Gesamtanlage Wohnviertel Erfurter Spar- und Bauverein |    |
| weitere Bilder Fotos hochladen |                   | Auenstraße 57 (Karte) |           | Teil des Ensembles Bauliche Gesamtanlage Wohnviertel Erfurter Spar- und Bauverein |    |
| weitere Bilder Fotos hochladen |                   | Auenstraße 58 (Karte) |           | Teil des Ensembles Bauliche Gesamtanlage Wohnviertel Erfurter Spar- und Bauverein |    |
| weitere Bilder Fotos hochladen |                   | Auenstraße 59 (Karte) |           | Teil des Ensembles Bauliche Gesamtanlage Wohnviertel Erfurter Spar- und Bauverein |    |
| weitere Bilder Fotos hochladen |                   | Auenstraße 60 (Karte) |           | Teil des Ensembles Bauliche Gesamtanlage Wohnviertel Erfurter Spar- und Bauverein |    |
| weitere Bilder Fotos hochladen |                   | Auenstraße 61 (Karte) |           | Teil des Ensembles Bauliche Gesamtanlage Modernisierungsgebiet Auenstraße         |    |
| weitere Bilder Fotos hochladen |                   | Auenstraße 62 (Karte) |           | Teil des Ensembles Bauliche Gesamtanlage Modernisierungsgebiet Auenstraße         |    |
| weitere Bilder Fotos hochladen |                   | Auenstraße 63 (Karte) |           | Teil des Ensembles Bauliche Gesamtanlage Modernisierungsgebiet Auenstraße         |    |
| weitere Bilder Fotos hochladen |                   | Auenstraße 64 (Karte) |           | Teil des Ensembles Bauliche Gesamtanlage Modernisierungsgebiet Auenstraße         |    |
| weitere Bilder Fotos hochladen |                   | Auenstraße 65 (Karte) |           | Teil des Ensembles Bauliche Gesamtanlage Modernisierungsgebiet Auenstraße         |    |
| weitere Bilder Fotos hochladen |                   | Auenstraße 66 (Karte) |           | Teil des Ensembles Bauliche Gesamtanlage Modernisierungsgebiet Auenstraße         |    |
| weitere Bilder Fotos hochladen |                   | Auenstraße 67 (Karte) |           | Teil des Ensembles Bauliche Gesamtanlage Modernisierungsgebiet Auenstraße         |    |
| weitere Bilder Fotos hochladen |                   | Auenstraße 68 (Karte) |           | Teil des Ensembles Bauliche Gesamtanlage Modernisierungsgebiet Auenstraße         |    |
| weitere Bilder Fotos hochladen |                   | Auenstraße 69 (Karte) |           | Teil des Ensembles Bauliche Gesamtanlage Modernisierungsgebiet Auenstraße         |    |
| weitere Bilder Fotos hochladen |                   | Auenstraße 70 (Karte) |           | Teil des Ensembles Bauliche Gesamtanlage Modernisierungsgebiet Auenstraße         |    |
| weitere Bilder Fotos hochladen |                   | Auenstraße 71 (Karte) |           | Teil des Ensembles Bauliche Gesamtanlage Modernisierungsgebiet Auenstraße         |    |
| weitere Bilder Fotos hochladen |                   | Auenstraße 72 (Karte) |           | Teil des Ensembles Bauliche Gesamtanlage Modernisierungsgebiet Auenstraße         |    |
| weitere Bilder Fotos hochladen | Schulgebäude      | Auenstraße 77 (Karte) |           | einzelnes Kulturdenkmal                                                           |    |
| weitere Bilder Fotos hochladen | Turnhalle         | Auenstraße 77 (Karte) |           | einzelnes Kulturdenkmal                                                           |    |
| BW                             | Toilettenhäuschen | Auenstraße 77 (Karte) |           | einzelnes Kulturdenkmal                                                           |    |

### Biereyestraße
| Bild                           | Bezeichnung | Lage                    | Datierung | Beschreibung                                                             | ID |
| ------------------------------ | ----------- | ----------------------- | --------- | ------------------------------------------------------------------------ | -- |
| weitere Bilder Fotos hochladen |             | Biereyestraße 1 (Karte) |           | Teil des Ensembles Kennzeichnendes Straßen- und Platzbild Gutenbergplatz |    |
| weitere Bilder Fotos hochladen |             | Biereyestraße 2 (Karte) |           | Teil des Ensembles Kennzeichnendes Straßen- und Platzbild Gutenbergplatz |    |

### Borntalweg
| Bild                           | Bezeichnung | Lage                 | Datierung | Beschreibung                                                             | ID |
| ------------------------------ | ----------- | -------------------- | --------- | ------------------------------------------------------------------------ | -- |
| weitere Bilder Fotos hochladen |             | Borntalweg 7 (Karte) |           | Teil des Ensembles Kennzeichnendes Straßen- und Platzbild Gutenbergplatz |    |
| BW                             |             | Borntalweg 8 (Karte) |           | Teil des Ensembles Kennzeichnendes Straßen- und Platzbild Gutenbergplatz |    |

### Boyneburgufer
| Bild                           | Bezeichnung | Lage                    | Datierung | Beschreibung                                                                                           | ID |
| ------------------------------ | ----------- | ----------------------- | --------- | --- | -- |
| weitere Bilder Fotos hochladen |             | Boyneburgufer 7 (Karte) |           | Teil des Ensembles Kennzeichnendes Straßen- und Platzbild Mietshausviertel am westlichen Boyneburgufer |    |
| weitere Bilder Fotos hochladen |             | Boyneburgufer 8 (Karte) |           | Teil des Ensembles Kennzeichnendes Straßen- und Platzbild Mietshausviertel am westlichen Boyneburgufer |    |
| weitere Bilder Fotos hochladen |             | Boyneburgufer 9 (Karte) |           | Teil des Ensembles Kennzeichnendes Straßen- und Platzbild Mietshausviertel am westlichen Boyneburgufer |    |

### Fröbelstraße
| Bild                           | Bezeichnung | Lage                   | Datierung | Beschreibung                                                                                      | ID |
| ------------------------------ | ----------- | ---------------------- | --------- | ------------------------------------------------------------------------------------------------- | -- |
| weitere Bilder Fotos hochladen | Wohnhaus    | Fröbelstraße 1 (Karte) |           | einzelnes Kulturdenkmal; Teil des Ensembles Kennzeichnendes Straßen- und Platzbild Gutenbergplatz |    |
| weitere Bilder Fotos hochladen |             | Fröbelstraße 2 (Karte) |           | Teil des Ensembles Kennzeichnendes Straßen- und Platzbild Gutenbergplatz                          |    |
| weitere Bilder Fotos hochladen |             | Fröbelstraße 3 (Karte) |           | Teil des Ensembles Kennzeichnendes Straßen- und Platzbild Gutenbergplatz                          |    |

### Gerberstraße
| Bild                           | Bezeichnung | Lage                   | Datierung | Beschreibung                                                                | ID |
| ------------------------------ | ----------- | ---------------------- | --------- | --------------------------------------------------------------------------- | -- |
| weitere Bilder Fotos hochladen |             | Gerberstraße 9 (Karte) |           | Kennzeichnendes Straßen- und Platzbild Wohnviertel um den Schobersmühlenweg |    |

### Gert-Schramm-Straße
| Bild                           | Bezeichnung               | Lage | Datierung | Beschreibung | ID |
| ------------------------------ | ------------------------- | --- | --------- | --- | -- |
| weitere Bilder Fotos hochladen | Schulgebäude Lutherschule | Gert-Schramm-Straße 1 (Karte) | 1911–1912 | einzelnes Kulturdenkmal                                                                                             |    |
| weitere Bilder Fotos hochladen | Lutherdenkmal             | Gert-Schramm-Straße o. Nr.; Gemarkung Erfurt-Nord / Flur 2 / Flurstück(e) 144/3 (Karte)                                                           | 1912      | Bronzerelief auf einer Sandsteinmauer von Wilhelm Mues mit Luther, aus der Bibel vorlesend; einzelnes Kulturdenkmal |    |
| weitere Bilder Fotos hochladen | Gerabrücke                | Gert-Schramm-Straße o. Nr; Gemarkung Erfurt-Nord / Flur 2 / Flurstück(e) 144/3; Gemarkung Erfurt-Nord / Flur 53 / Flurstück(e) 66/3, 63/2 (Karte) |           | einzelnes Kulturdenkmal                                                                                             |    |

### Gutenbergplatz
| Bild                           | Bezeichnung                       | Lage                      | Datierung | Beschreibung                                                                                      | ID |
| ------------------------------ | --------------------------------- | ------------------------- | --------- | ------------------------------------------------------------------------------------------------- | -- |
| weitere Bilder Fotos hochladen | Schule Johann-Gutenberg-Gymnasium | Gutenbergplatz 6 (Karte)  |           | einzelnes Kulturdenkmal; Teil des Ensembles Kennzeichnendes Straßen- und Platzbild Gutenbergplatz |    |
| weitere Bilder Fotos hochladen |                                   | Gutenbergplatz 7 (Karte)  |           | Teil des Ensembles Kennzeichnendes Straßen- und Platzbild Gutenbergplatz                          |    |
| weitere Bilder Fotos hochladen |                                   | Gutenbergplatz 8 (Karte)  |           | Teil des Ensembles Kennzeichnendes Straßen- und Platzbild Gutenbergplatz                          |    |
| weitere Bilder Fotos hochladen |                                   | Gutenbergplatz 9 (Karte)  |           | Teil des Ensembles Kennzeichnendes Straßen- und Platzbild Gutenbergplatz                          |    |
| weitere Bilder Fotos hochladen |                                   | Gutenbergplatz 10 (Karte) |           | Teil des Ensembles Kennzeichnendes Straßen- und Platzbild Gutenbergplatz                          |    |
| weitere Bilder Fotos hochladen |                                   | Gutenbergplatz 56 (Karte) |           | Teil des Ensembles Kennzeichnendes Straßen- und Platzbild Gutenbergplatz                          |    |
| weitere Bilder Fotos hochladen |                                   | Gutenbergplatz 57 (Karte) |           | Teil des Ensembles Kennzeichnendes Straßen- und Platzbild Gutenbergplatz                          |    |

### Im Nordpark
| Bild                           | Bezeichnung | Lage                                                                                 | Datierung | Beschreibung                       | ID |
| ------------------------------ | ----------- | ------------------------------------------------------------------------------------ | --------- | ---------------------------------- | -- |
| weitere Bilder Fotos hochladen | Nordpark    | Im Nordpark, Flur 1 / Flurstücke 26/4, 26/5, 26/7, 26/8, 26/15, 26/16, 26/50 (Karte) |           | Historische Park- und Gartenanlage |    |

### Karlstraße
Karlstraße 1–20: Teil einer Wohnanlage des 1878 gegründeten Erfurter Spar- u. Bauvereins mit insgesamt 44 Häusern und 326 Wohnungen, Baumeister: Ferdinand Schmidt, unterm Uhrturm bronzene Ehrentafel von 1911, Bildhauer: Ewald Hahn (1883–1949)

| Bild                           | Bezeichnung | Lage                  | Datierung | Beschreibung                                                                      | ID |
| ------------------------------ | ----------- | --------------------- | --------- | --------------------------------------------------------------------------------- | -- |
| weitere Bilder Fotos hochladen |             | Karlstraße 1 (Karte)  |           | Teil des Ensembles Bauliche Gesamtanlage Wohnviertel Erfurter Spar- und Bauverein |    |
| weitere Bilder Fotos hochladen |             | Karlstraße 2 (Karte)  |           | Teil des Ensembles Bauliche Gesamtanlage Wohnviertel Erfurter Spar- und Bauverein |    |
| weitere Bilder Fotos hochladen |             | Karlstraße 3 (Karte)  |           | Teil des Ensembles Bauliche Gesamtanlage Wohnviertel Erfurter Spar- und Bauverein |    |
| weitere Bilder Fotos hochladen |             | Karlstraße 4 (Karte)  |           | Teil des Ensembles Bauliche Gesamtanlage Wohnviertel Erfurter Spar- und Bauverein |    |
| weitere Bilder Fotos hochladen |             | Karlstraße 5 (Karte)  |           | Teil des Ensembles Bauliche Gesamtanlage Wohnviertel Erfurter Spar- und Bauverein |    |
| weitere Bilder Fotos hochladen |             | Karlstraße 6 (Karte)  |           | Teil des Ensembles Bauliche Gesamtanlage Wohnviertel Erfurter Spar- und Bauverein |    |
| weitere Bilder Fotos hochladen |             | Karlstraße 7 (Karte)  |           | Teil des Ensembles Bauliche Gesamtanlage Wohnviertel Erfurter Spar- und Bauverein |    |
| weitere Bilder Fotos hochladen |             | Karlstraße 8 (Karte)  |           | Teil des Ensembles Bauliche Gesamtanlage Wohnviertel Erfurter Spar- und Bauverein |    |
| weitere Bilder Fotos hochladen |             | Karlstraße 9 (Karte)  |           | Teil des Ensembles Bauliche Gesamtanlage Wohnviertel Erfurter Spar- und Bauverein |    |
| weitere Bilder Fotos hochladen |             | Karlstraße 10 (Karte) |           | Teil des Ensembles Bauliche Gesamtanlage Wohnviertel Erfurter Spar- und Bauverein |    |
| weitere Bilder Fotos hochladen |             | Karlstraße 11 (Karte) |           | Teil des Ensembles Bauliche Gesamtanlage Wohnviertel Erfurter Spar- und Bauverein |    |
| weitere Bilder Fotos hochladen |             | Karlstraße 12 (Karte) |           | Teil des Ensembles Bauliche Gesamtanlage Wohnviertel Erfurter Spar- und Bauverein |    |
| weitere Bilder Fotos hochladen |             | Karlstraße 13 (Karte) |           | Teil des Ensembles Bauliche Gesamtanlage Wohnviertel Erfurter Spar- und Bauverein |    |
| weitere Bilder Fotos hochladen |             | Karlstraße 14 (Karte) |           | Teil des Ensembles Bauliche Gesamtanlage Wohnviertel Erfurter Spar- und Bauverein |    |
| weitere Bilder Fotos hochladen |             | Karlstraße 15 (Karte) |           | Teil des Ensembles Bauliche Gesamtanlage Wohnviertel Erfurter Spar- und Bauverein |    |
| weitere Bilder Fotos hochladen |             | Karlstraße 16 (Karte) |           | Teil des Ensembles Bauliche Gesamtanlage Wohnviertel Erfurter Spar- und Bauverein |    |
| weitere Bilder Fotos hochladen |             | Karlstraße 17 (Karte) |           | Teil des Ensembles Bauliche Gesamtanlage Wohnviertel Erfurter Spar- und Bauverein |    |
| weitere Bilder Fotos hochladen |             | Karlstraße 18 (Karte) |           | Teil des Ensembles Bauliche Gesamtanlage Wohnviertel Erfurter Spar- und Bauverein |    |
| weitere Bilder Fotos hochladen |             | Karlstraße 19 (Karte) |           | Teil des Ensembles Bauliche Gesamtanlage Wohnviertel Erfurter Spar- und Bauverein |    |
| weitere Bilder Fotos hochladen |             | Karlstraße 20 (Karte) |           | Teil des Ensembles Bauliche Gesamtanlage Wohnviertel Erfurter Spar- und Bauverein |    |

### Leopoldstraße
| Bild                           | Bezeichnung | Lage                     | Datierung | Beschreibung                                                                                           | ID |
| ------------------------------ | ----------- | ------------------------ | --------- | --- | -- |
| weitere Bilder Fotos hochladen |             | Leopoldstraße 7 (Karte)  |           | Teil des Ensembles Kennzeichnendes Straßen- und Platzbild Mietshausviertel am westlichen Boyneburgufer |    |
| weitere Bilder Fotos hochladen |             | Leopoldstraße 8 (Karte)  |           | Teil des Ensembles Kennzeichnendes Straßen- und Platzbild Mietshausviertel am westlichen Boyneburgufer |    |
| weitere Bilder Fotos hochladen |             | Leopoldstraße 9 (Karte)  |           | Teil des Ensembles Kennzeichnendes Straßen- und Platzbild Mietshausviertel am westlichen Boyneburgufer |    |
| BW                             |             | Leopoldstraße 10 (Karte) |           | Teil des Ensembles Kennzeichnendes Straßen- und Platzbild Mietshausviertel am westlichen Boyneburgufer |    |
| weitere Bilder Fotos hochladen |             | Leopoldstraße 11 (Karte) |           | Teil des Ensembles Kennzeichnendes Straßen- und Platzbild Mietshausviertel am westlichen Boyneburgufer |    |
| weitere Bilder Fotos hochladen |             | Leopoldstraße 12 (Karte) |           | Teil des Ensembles Kennzeichnendes Straßen- und Platzbild Mietshausviertel am westlichen Boyneburgufer |    |
| weitere Bilder Fotos hochladen |             | Leopoldstraße 13 (Karte) |           | Teil des Ensembles Kennzeichnendes Straßen- und Platzbild Mietshausviertel am westlichen Boyneburgufer |    |
| weitere Bilder Fotos hochladen |             | Leopoldstraße 14 (Karte) |           | Teil des Ensembles Kennzeichnendes Straßen- und Platzbild Mietshausviertel am westlichen Boyneburgufer |    |
| weitere Bilder Fotos hochladen |             | Leopoldstraße 15 (Karte) |           | Teil des Ensembles Kennzeichnendes Straßen- und Platzbild Mietshausviertel am westlichen Boyneburgufer |    |
| weitere Bilder Fotos hochladen |             | Leopoldstraße 16 (Karte) |           | Teil des Ensembles Kennzeichnendes Straßen- und Platzbild Mietshausviertel am westlichen Boyneburgufer |    |

### Nettelbeckufer
| Bild                           | Bezeichnung                                           | Lage                      | Datierung | Beschreibung | ID |
| ------------------------------ | ----------------------------------------------------- | ------------------------- | --------- | --- | -- |
| weitere Bilder Fotos hochladen |                                                       | Nettelbeckufer 1 (Karte)  |           | Teil des Ensembles Kennzeichnendes Straßen- und Platzbild Wohnviertel um den Schobersmühlenweg                          |    |
| weitere Bilder Fotos hochladen |                                                       | Nettelbeckufer 2 (Karte)  |           | Teil des Ensembles Kennzeichnendes Straßen- und Platzbild Wohnviertel um den Schobersmühlenweg                          |    |
| weitere Bilder Fotos hochladen |                                                       | Nettelbeckufer 3 (Karte)  |           | Teil des Ensembles Kennzeichnendes Straßen- und Platzbild Wohnviertel um den Schobersmühlenweg                          |    |
| weitere Bilder Fotos hochladen |                                                       | Nettelbeckufer 4 (Karte)  |           | Teil des Ensembles Kennzeichnendes Straßen- und Platzbild Wohnviertel um den Schobersmühlenweg                          |    |
| weitere Bilder Fotos hochladen |                                                       | Nettelbeckufer 5 (Karte)  |           | Teil des Ensembles Kennzeichnendes Straßen- und Platzbild Wohnviertel um den Schobersmühlenweg                          |    |
| weitere Bilder Fotos hochladen |                                                       | Nettelbeckufer 6 (Karte)  |           | Teil des Ensembles Kennzeichnendes Straßen- und Platzbild Wohnviertel um den Schobersmühlenweg                          |    |
| weitere Bilder Fotos hochladen |                                                       | Nettelbeckufer 7 (Karte)  |           | Teil des Ensembles Kennzeichnendes Straßen- und Platzbild Wohnviertel um den Schobersmühlenweg                          |    |
| weitere Bilder Fotos hochladen |                                                       | Nettelbeckufer 8 (Karte)  |           | Teil des Ensembles Kennzeichnendes Straßen- und Platzbild Wohnviertel um den Schobersmühlenweg                          |    |
| weitere Bilder Fotos hochladen |                                                       | Nettelbeckufer 9 (Karte)  |           | Teil des Ensembles Kennzeichnendes Straßen- und Platzbild Wohnviertel um den Schobersmühlenweg                          |    |
| weitere Bilder Fotos hochladen |                                                       | Nettelbeckufer 10 (Karte) |           | Teil des Ensembles Kennzeichnendes Straßen- und Platzbild Wohnviertel um den Schobersmühlenweg                          |    |
| weitere Bilder Fotos hochladen |                                                       | Nettelbeckufer 11 (Karte) |           | Teil des Ensembles Kennzeichnendes Straßen- und Platzbild Wohnviertel um den Schobersmühlenweg                          |    |
| weitere Bilder Fotos hochladen | Wohnhaus                                              | Nettelbeckufer 12 (Karte) |           | einzelnes Kulturdenkmal; Teil des Ensembles Kennzeichnendes Straßen- und Platzbild Wohnviertel um den Schobersmühlenweg |    |
| weitere Bilder Fotos hochladen |                                                       | Nettelbeckufer 13 (Karte) |           | Teil des Ensembles Kennzeichnendes Straßen- und Platzbild Wohnviertel um den Schobersmühlenweg                          |    |
| weitere Bilder Fotos hochladen |                                                       | Nettelbeckufer 14 (Karte) |           | Teil des Ensembles Kennzeichnendes Straßen- und Platzbild Wohnviertel um den Schobersmühlenweg                          |    |
| weitere Bilder Fotos hochladen |                                                       | Nettelbeckufer 15 (Karte) |           | Teil des Ensembles Kennzeichnendes Straßen- und Platzbild Wohnviertel um den Schobersmühlenweg                          |    |
| weitere Bilder Fotos hochladen |                                                       | Nettelbeckufer 16 (Karte) |           | Teil des Ensembles Kennzeichnendes Straßen- und Platzbild Wohnviertel um den Schobersmühlenweg                          |    |
| weitere Bilder Fotos hochladen |                                                       | Nettelbeckufer 17 (Karte) |           | Teil des Ensembles Kennzeichnendes Straßen- und Platzbild Wohnviertel um den Schobersmühlenweg                          |    |
| weitere Bilder Fotos hochladen |                                                       | Nettelbeckufer 18 (Karte) |           | Teil des Ensembles Kennzeichnendes Straßen- und Platzbild Wohnviertel um den Schobersmühlenweg                          |    |
| weitere Bilder Fotos hochladen |                                                       | Nettelbeckufer 19 (Karte) |           | Teil des Ensembles Kennzeichnendes Straßen- und Platzbild Wohnviertel um den Schobersmühlenweg                          |    |
| weitere Bilder Fotos hochladen |                                                       | Nettelbeckufer 20 (Karte) |           | Teil des Ensembles Kennzeichnendes Straßen- und Platzbild Wohnviertel um den Schobersmühlenweg                          |    |
| weitere Bilder Fotos hochladen |                                                       | Nettelbeckufer 21 (Karte) |           | Teil des Ensembles Kennzeichnendes Straßen- und Platzbild Wohnviertel um den Schobersmühlenweg                          |    |
| weitere Bilder Fotos hochladen |                                                       | Nettelbeckufer 22 (Karte) |           | Teil des Ensembles Kennzeichnendes Straßen- und Platzbild Wohnviertel um den Schobersmühlenweg                          |    |
| weitere Bilder Fotos hochladen |                                                       | Nettelbeckufer 23 (Karte) |           | Teil des Ensembles Kennzeichnendes Straßen- und Platzbild Wohnviertel um den Schobersmühlenweg                          |    |
| weitere Bilder Fotos hochladen | Schulgebäude Staatliche Regelschule 6 - Lessingschule | Nettelbeckufer 25 (Karte) |           | einzelnes Kulturdenkmal                                                                                                 |    |

### Nordhäuser Straße
| Bild                           | Bezeichnung                                                            | Lage                                             | Datierung | Beschreibung                                             | ID |
| ------------------------------ | ---------------------------------------------------------------------- | ------------------------------------------------ | --------- | -------------------------------------------------------- | -- |
| weitere Bilder Fotos hochladen | Wohn-und Geschäftshaus                                                 | Nordhäuser Straße 21 (Karte)                     |           | einzelnes Kulturdenkmal                                  |    |
| weitere Bilder Fotos hochladen | Wohnhaus                                                               | Nordhäuser Straße 22 (Karte)                     |           | einzelnes Kulturdenkmal                                  |    |
| weitere Bilder Fotos hochladen | Universitätsgebäude, ehemals Pädagogische Hochschule Erfurt-Mühlhausen | Nordhäuser Straße 63; Alfred-Weber-Platz (Karte) |           | einzelnes Kulturdenkmal                                  |    |
| BW                             | Krankenhausgebäude                                                     | Nordhäuser Straße 74 (Karte)                     |           | einzelnes Kulturdenkmal; Teil des Ensembles Klinikanlage |    |
| weitere Bilder Fotos hochladen | Krankenhausgebäude                                                     | Nordhäuser Straße 80 (Karte)                     |           | Teil des Ensembles Klinikanlage                          |    |
| weitere Bilder Fotos hochladen | Krankenhausgebäude                                                     | Nordhäuser Straße 81 (Karte)                     |           | einzelnes Kulturdenkmal; Teil des Ensembles Klinikanlage |    |
| weitere Bilder Fotos hochladen | Krankenhausgebäude                                                     | Nordhäuser Straße 81a (Karte)                    |           | Teil des Ensembles Klinikanlage                          |    |
| weitere Bilder Fotos hochladen | Krankenhausgebäude                                                     | Nordhäuser Straße 82 (Karte)                     |           | Teil des Ensembles Klinikanlage                          |    |
| weitere Bilder Fotos hochladen | Krankenhausgebäude                                                     | Nordhäuser Straße 83 (Karte)                     |           | Teil des Ensembles Klinikanlage                          |    |
| weitere Bilder Fotos hochladen | Krankenhausgebäude                                                     | Nordhäuser Straße 84 (Karte)                     |           | einzelnes Kulturdenkmal; Teil des Ensembles Klinikanlage |    |
| weitere Bilder Fotos hochladen | Wohnhaus                                                               | Nordhäuser Straße 99 (Karte)                     |           | einzelnes Kulturdenkmal                                  |    |
| weitere Bilder Fotos hochladen | Wohnhaus                                                               | Nordhäuser Straße 100 (Karte)                    |           | einzelnes Kulturdenkmal                                  |    |
| weitere Bilder Fotos hochladen | Wohnhaus                                                               | Nordhäuser Straße 101 (Karte)                    |           | einzelnes Kulturdenkmal                                  |    |

### Nordstraße
| Bild                           | Bezeichnung | Lage                  | Datierung | Beschreibung                                                                                   | ID |
| ------------------------------ | ----------- | --------------------- | --------- | ---------------------------------------------------------------------------------------------- | -- |
| weitere Bilder Fotos hochladen |             | Nordstraße 14 (Karte) |           | Teil des Ensembles Kennzeichnendes Straßen- und Platzbild Wohnviertel um den Schobersmühlenweg |    |

### Papiermühlenweg
| Bild                           | Bezeichnung | Lage                         | Datierung | Beschreibung                                                                                   | ID |
| ------------------------------ | ----------- | ---------------------------- | --------- | ---------------------------------------------------------------------------------------------- | -- |
| weitere Bilder Fotos hochladen |             | Papiermühlenweg 14 (Karte)   |           | Teil des Ensembles Kennzeichnendes Straßen- und Platzbild Wohnviertel um den Schobersmühlenweg |    |
| weitere Bilder Fotos hochladen |             | Papiermühlenweg 15 (Karte)   |           | Teil des Ensembles Kennzeichnendes Straßen- und Platzbild Wohnviertel um den Schobersmühlenweg |    |
| weitere Bilder Fotos hochladen |             | Papiermühlenweg 16 (Karte)   |           | Teil des Ensembles Kennzeichnendes Straßen- und Platzbild Wohnviertel um den Schobersmühlenweg |    |
| weitere Bilder Fotos hochladen |             | Papiermühlenweg 17 (Karte)   |           | Teil des Ensembles Kennzeichnendes Straßen- und Platzbild Wohnviertel um den Schobersmühlenweg |    |
| weitere Bilder Fotos hochladen |             | Papiermühlenweg 17 A (Karte) |           | Teil des EnsemblesKennzeichnendes Straßen- und Platzbild Wohnviertel um den Schobersmühlenweg  |    |
| weitere Bilder Fotos hochladen |             | Papiermühlenweg 18 (Karte)   |           | Teil des Ensembles Kennzeichnendes Straßen- und Platzbild Wohnviertel um den Schobersmühlenweg |    |
| weitere Bilder Fotos hochladen |             | Papiermühlenweg 18 A (Karte) |           | Teil des Ensembles Kennzeichnendes Straßen- und Platzbild Wohnviertel um den Schobersmühlenweg |    |
| weitere Bilder Fotos hochladen |             | Papiermühlenweg 19 (Karte)   |           | Teil des Ensembles Kennzeichnendes Straßen- und Platzbild Wohnviertel um den Schobersmühlenweg |    |
| weitere Bilder Fotos hochladen |             | Papiermühlenweg 20 (Karte)   |           | Teil des Ensembles Kennzeichnendes Straßen- und Platzbild Wohnviertel um den Schobersmühlenweg |    |
| weitere Bilder Fotos hochladen |             | Papiermühlenweg 21 (Karte)   |           | Teil des Ensembles Kennzeichnendes Straßen- und Platzbild Wohnviertel um den Schobersmühlenweg |    |
| weitere Bilder Fotos hochladen |             | Papiermühlenweg 22 (Karte)   |           | Teil des Ensembles Kennzeichnendes Straßen- und Platzbild Wohnviertel um den Schobersmühlenweg |    |

### Pestalozzistraße
| Bild                           | Bezeichnung | Lage                       | Datierung | Beschreibung                                                             | ID |
| ------------------------------ | ----------- | -------------------------- | --------- | ------------------------------------------------------------------------ | -- |
| weitere Bilder Fotos hochladen |             | Pestalozzistraße 1 (Karte) |           | Teil des Ensembles Kennzeichnendes Straßen- und Platzbild Gutenbergplatz |    |
| weitere Bilder Fotos hochladen |             | Pestalozzistraße 2 (Karte) |           | Teil des Ensembles Kennzeichnendes Straßen- und Platzbild Gutenbergplatz |    |

### Schinkelstraße
| Bild                           | Bezeichnung | Lage                     | Datierung | Beschreibung                                                                                           | ID |
| ------------------------------ | ----------- | ------------------------ | --------- | --- | -- |
| weitere Bilder Fotos hochladen |             | Schinkelstraße 1 (Karte) |           | Teil des Ensembles Kennzeichnendes Straßen- und Platzbild Mietshausviertel am westlichen Boyneburgufer |    |
| weitere Bilder Fotos hochladen |             | Schinkelstraße 2 (Karte) |           | Teil des Ensembles Kennzeichnendes Straßen- und Platzbild Mietshausviertel am westlichen Boyneburgufer |    |
| weitere Bilder Fotos hochladen |             | Schinkelstraße 3 (Karte) |           | Teil des Ensembles Kennzeichnendes Straßen- und Platzbild Mietshausviertel am westlichen Boyneburgufer |    |
| weitere Bilder Fotos hochladen |             | Schinkelstraße 4 (Karte) |           | Teil des Ensembles Kennzeichnendes Straßen- und Platzbild Mietshausviertel am westlichen Boyneburgufer |    |
| weitere Bilder Fotos hochladen |             | Schinkelstraße 5 (Karte) |           | Teil des Ensembles Kennzeichnendes Straßen- und Platzbild Mietshausviertel am westlichen Boyneburgufer |    |
| weitere Bilder Fotos hochladen |             | Schinkelstraße 6 (Karte) |           | Teil des Ensembles Kennzeichnendes Straßen- und Platzbild Mietshausviertel am westlichen Boyneburgufer |    |

### Schlüterstraße
| Bild                           | Bezeichnung                        | Lage                      | Datierung | Beschreibung | ID |
| ------------------------------ | ---------------------------------- | ------------------------- | --------- | --- | -- |
| weitere Bilder Fotos hochladen | Schulgebäude, jetzt Fachhochschule | Schlüterstraße 1 (Karte)  |           | einzelnes Kulturdenkmal; Teil des Ensembles Kennzeichnendes Straßen- und Platzbild Mietshausviertel am südlichen Boyneburgufer |    |
| weitere Bilder Fotos hochladen | Schulgebäude, jetzt Fachhochschule | Schlüterstraße 1a (Karte) |           | einzelnes Kulturdenkmal; Teil des Ensembles Kennzeichnendes Straßen- und Platzbild Mietshausviertel am südlichen Boyneburgufer |    |

### Schobersmühlenweg
| Bild                           | Bezeichnung | Lage                          | Datierung | Beschreibung | ID |
| ------------------------------ | ----------- | ----------------------------- | --------- | --- | -- |
| weitere Bilder Fotos hochladen |             | Schobersmühlenweg 1 (Karte)   |           | Teil des Ensembles Kennzeichnendes Straßen- und Platzbild Wohnviertel um den Schobersmühlenweg                   |    |
| weitere Bilder Fotos hochladen |             | Schobersmühlenweg 2 (Karte)   |           | Teil des Ensembles Kennzeichnendes Straßen- und Platzbild Wohnviertel um den Schobersmühlenweg                   |    |
| weitere Bilder Fotos hochladen |             | Schobersmühlenweg 3 (Karte)   |           | Teil des Ensembles Kennzeichnendes Straßen- und Platzbild Wohnviertel um den Schobersmühlenweg                   |    |
| weitere Bilder Fotos hochladen |             | Schobersmühlenweg 4 (Karte)   |           | Teil des Ensembles Kennzeichnendes Straßen- und Platzbild Wohnviertel um den Schobersmühlenweg                   |    |
| weitere Bilder Fotos hochladen |             | Schobersmühlenweg 5 (Karte)   |           | Teil des Ensembles Kennzeichnendes Straßen- und Platzbild Wohnviertel um den Schobersmühlenweg                   |    |
| weitere Bilder Fotos hochladen |             | Schobersmühlenweg 6 (Karte)   |           | Teil des Ensembles Kennzeichnendes Straßen- und Platzbild Wohnviertel um den Schobersmühlenweg                   |    |
| weitere Bilder Fotos hochladen |             | Schobersmühlenweg 7 (Karte)   |           | Teil des Ensembles Kennzeichnendes Straßen- und Platzbild Wohnviertel um den Schobersmühlenweg                   |    |
| weitere Bilder Fotos hochladen |             | Schobersmühlenweg 8 (Karte)   |           | Teil des Ensembles Kennzeichnendes Straßen- und Platzbild Wohnviertel um den Schobersmühlenweg                   |    |
| weitere Bilder Fotos hochladen |             | Schobersmühlenweg 9 (Karte)   |           | Teil des Ensembles Kennzeichnendes Straßen- und Platzbild Wohnviertel um den Schobersmühlenweg                   |    |
| weitere Bilder Fotos hochladen |             | Schobersmühlenweg 10 (Karte)  |           | Teil des Ensembles Kennzeichnendes Straßen- und Platzbild Wohnviertel um den Schobersmühlenweg                   |    |
| weitere Bilder Fotos hochladen |             | Schobersmühlenweg 11 (Karte)  |           | Teil des Ensembles Kennzeichnendes Straßen- und Platzbild Wohnviertel um den Schobersmühlenweg                   |    |
| weitere Bilder Fotos hochladen |             | Schobersmühlenweg 12 (Karte)  |           | Teil des Ensembles Kennzeichnendes Straßen- und Platzbild Wohnviertel um den Schobersmühlenweg                   |    |
| weitere Bilder Fotos hochladen |             | Schobersmühlenweg 13 (Karte)  |           | Teil des Ensembles Kennzeichnendes Straßen- und Platzbild Wohnviertel um den Schobersmühlenweg                   |    |
| weitere Bilder Fotos hochladen |             | Schobersmühlenweg 14 (Karte)  |           | Teil des Ensembles Kennzeichnendes Straßen- und Platzbild Wohnviertel um den Schobersmühlenweg                   |    |
| weitere Bilder Fotos hochladen |             | Schobersmühlenweg 15 (Karte)  |           | Teil des Ensembles Kennzeichnendes Straßen- und Platzbild Wohnviertel um den Schobersmühlenweg                   |    |
| weitere Bilder Fotos hochladen |             | Schobersmühlenweg 16 (Karte)  |           | Teil des Ensembles Kennzeichnendes Straßen- und Platzbild Wohnviertel um den Schobersmühlenweg                   |    |
| weitere Bilder Fotos hochladen |             | Schobersmühlenweg 17 (Karte)  |           | Teil des Ensembles Kennzeichnendes Straßen- und Platzbild Wohnviertel um den Schobersmühlenweg                   |    |
| weitere Bilder Fotos hochladen |             | Schobersmühlenweg 18 (Karte)  |           | Teil des Ensembles Kennzeichnendes Straßen- und Platzbild Wohnviertel um den Schobersmühlenweg                   |    |
| weitere Bilder Fotos hochladen |             | Schobersmühlenweg 18a (Karte) |           | Teil des Ensembles Kennzeichnendes Straßen- und Platzbild Wohnviertel um den Schobersmühlenweg                   |    |
| weitere Bilder Fotos hochladen |             | Schobersmühlenweg 19 (Karte)  |           | Teil des Ensembles Kennzeichnendes Straßen- und Platzbild Wohnviertel um den Schobersmühlenweg                   |    |
| weitere Bilder Fotos hochladen |             | Schobersmühlenweg 19a (Karte) |           | Teil des Ensembles Kennzeichnendes Straßen- und Platzbild Wohnviertel um den Schobersmühlenweg                   |    |
| weitere Bilder Fotos hochladen |             | Schobersmühlenweg 20 (Karte)  |           | Teil des Ensembles Kennzeichnendes Straßen- und Platzbild Wohnviertel um den Schobersmühlenweg                   |    |
| weitere Bilder Fotos hochladen |             | Schobersmühlenweg 21 (Karte)  |           | Teil des Ensembles Kennzeichnendes Straßen- und Platzbild Wohnviertel um den Schobersmühlenweg                   |    |
| weitere Bilder Fotos hochladen |             | Schobersmühlenweg 22 (Karte)  |           | Teil des Ensembles Kennzeichnendes Straßen- und Platzbild Wohnviertel um den Schobersmühlenweg                   |    |
| weitere Bilder Fotos hochladen |             | Schobersmühlenweg 23 (Karte)  |           | Teil des Ensembles Kennzeichnendes Straßen- und Platzbild Wohnviertel um den Schobersmühlenweg                   |    |
| weitere Bilder Fotos hochladen |             | Schobersmühlenweg 24 (Karte)  |           | Teil des Ensembles Kennzeichnendes Straßen- und Platzbild Wohnviertel um den Schobersmühlenweg                   |    |
| weitere Bilder Fotos hochladen |             | Schobersmühlenweg 25 (Karte)  |           | Teil des Ensembles Kennzeichnendes Straßen- und Platzbild Wohnviertel um den Schobersmühlenweg                   |    |
| weitere Bilder Fotos hochladen |             | Schobersmühlenweg 26 (Karte)  |           | Teil des Ensembles Kennzeichnendes Straßen- und Platzbild Wohnviertel um den Schobersmühlenweg                   |    |
| weitere Bilder Fotos hochladen |             | Schobersmühlenweg 27 (Karte)  |           | Teil des EnsemblesTeil des Ensembles Kennzeichnendes Straßen- und Platzbild Wohnviertel um den Schobersmühlenweg |    |
| weitere Bilder Fotos hochladen |             | Schobersmühlenweg 28 (Karte)  |           | Teil des Ensembles Kennzeichnendes Straßen- und Platzbild Wohnviertel um den Schobersmühlenweg                   |    |
| weitere Bilder Fotos hochladen |             | Schobersmühlenweg 29 (Karte)  |           | Teil des Ensembles Kennzeichnendes Straßen- und Platzbild Wohnviertel um den Schobersmühlenweg                   |    |
| weitere Bilder Fotos hochladen |             | Schobersmühlenweg 30 (Karte)  |           | Teil des Ensembles Kennzeichnendes Straßen- und Platzbild Wohnviertel um den Schobersmühlenweg                   |    |
| weitere Bilder Fotos hochladen |             | Schobersmühlenweg 31 (Karte)  |           | Teil des Ensembles Kennzeichnendes Straßen- und Platzbild Wohnviertel um den Schobersmühlenweg                   |    |
| weitere Bilder Fotos hochladen |             | Schobersmühlenweg 32 (Karte)  |           | Teil des Ensembles Kennzeichnendes Straßen- und Platzbild Wohnviertel um den Schobersmühlenweg                   |    |

### Schwarzburger Straße
| Bild | Bezeichnung  | Lage                             | Datierung | Beschreibung            | ID |
| ---- | ------------ | -------------------------------- | --------- | ----------------------- | -- |
| BW   | Villa Martin | Schwarzburger Straße 121 (Karte) |           | einzelnes Kulturdenkmal |    |

### Storchmühlenweg
| Bild                           | Bezeichnung | Lage                       | Datierung | Beschreibung                                                                                   | ID |
| ------------------------------ | ----------- | -------------------------- | --------- | ---------------------------------------------------------------------------------------------- | -- |
| weitere Bilder Fotos hochladen |             | Storchmühlenweg 6 (Karte)  |           | Teil des Ensembles Kennzeichnendes Straßen- und Platzbild Wohnviertel um den Schobersmühlenweg |    |
| weitere Bilder Fotos hochladen |             | Storchmühlenweg 7 (Karte)  |           | Teil des Ensembles Kennzeichnendes Straßen- und Platzbild Wohnviertel um den Schobersmühlenweg |    |
| weitere Bilder Fotos hochladen |             | Storchmühlenweg 8 (Karte)  |           | Teil des Ensembles Kennzeichnendes Straßen- und Platzbild Wohnviertel um den Schobersmühlenweg |    |
| weitere Bilder Fotos hochladen |             | Storchmühlenweg 9 (Karte)  |           | Teil des Ensembles Kennzeichnendes Straßen- und Platzbild Wohnviertel um den Schobersmühlenweg |    |
| weitere Bilder Fotos hochladen |             | Storchmühlenweg 10 (Karte) |           | Teil des Ensembles Kennzeichnendes Straßen- und Platzbild Wohnviertel um den Schobersmühlenweg |    |
| weitere Bilder Fotos hochladen |             | Storchmühlenweg 11 (Karte) |           | Teil des Ensembles Kennzeichnendes Straßen- und Platzbild Wohnviertel um den Schobersmühlenweg |    |
| weitere Bilder Fotos hochladen |             | Storchmühlenweg 12 (Karte) |           | Teil des Ensembles Kennzeichnendes Straßen- und Platzbild Wohnviertel um den Schobersmühlenweg |    |
| weitere Bilder Fotos hochladen |             | Storchmühlenweg 13 (Karte) |           | Teil des Ensembles Kennzeichnendes Straßen- und Platzbild Wohnviertel um den Schobersmühlenweg |    |
| weitere Bilder Fotos hochladen |             | Storchmühlenweg 14 (Karte) |           | Teil des Ensembles Kennzeichnendes Straßen- und Platzbild Wohnviertel um den Schobersmühlenweg |    |
| weitere Bilder Fotos hochladen |             | Storchmühlenweg 15 (Karte) |           | Teil des Ensembles Kennzeichnendes Straßen- und Platzbild Wohnviertel um den Schobersmühlenweg |    |
| weitere Bilder Fotos hochladen |             | Storchmühlenweg 16 (Karte) |           | Teil des Ensembles Kennzeichnendes Straßen- und Platzbild Wohnviertel um den Schobersmühlenweg |    |
| weitere Bilder Fotos hochladen |             | Storchmühlenweg 17 (Karte) |           | Teil des Ensembles Kennzeichnendes Straßen- und Platzbild Wohnviertel um den Schobersmühlenweg |    |
| weitere Bilder Fotos hochladen |             | Storchmühlenweg 18 (Karte) |           | Teil des Ensembles Kennzeichnendes Straßen- und Platzbild Wohnviertel um den Schobersmühlenweg |    |

### Talstraße
| Bild                           | Bezeichnung                                               | Lage                 | Datierung | Beschreibung            | ID |
| ------------------------------ | --------------------------------------------------------- | -------------------- | --------- | ----------------------- | -- |
| weitere Bilder Fotos hochladen | Ludwig-Erhard-Schule, ehemals Andreasschule: Schulgebäude | Talstraße 24 (Karte) |           | einzelnes Kulturdenkmal |    |
| weitere Bilder Fotos hochladen | Ludwig-Erhard-Schule, ehemals Andreasschule: Turnhalle    | Talstraße 24 (Karte) |           | einzelnes Kulturdenkmal |    |

### Waidmühlenweg
| Bild                           | Bezeichnung | Lage                     | Datierung | Beschreibung                                                                                   | ID |
| ------------------------------ | ----------- | ------------------------ | --------- | ---------------------------------------------------------------------------------------------- | -- |
| weitere Bilder Fotos hochladen |             | Waidmühlenweg 9 (Karte)  |           | Teil des Ensembles Kennzeichnendes Straßen- und Platzbild Wohnviertel um den Schobersmühlenweg |    |
| weitere Bilder Fotos hochladen |             | Waidmühlenweg 11 (Karte) |           | Teil des Ensembles Kennzeichnendes Straßen- und Platzbild Wohnviertel um den Schobersmühlenweg |    |
| weitere Bilder Fotos hochladen |             | Waidmühlenweg 12 (Karte) |           | Teil des Ensembles Kennzeichnendes Straßen- und Platzbild Wohnviertel um den Schobersmühlenweg |    |
| weitere Bilder Fotos hochladen |             | Waidmühlenweg 13 (Karte) |           | Teil des Ensembles Kennzeichnendes Straßen- und Platzbild Wohnviertel um den Schobersmühlenweg |    |
| weitere Bilder Fotos hochladen |             | Waidmühlenweg 14 (Karte) |           | Teil des Ensembles Kennzeichnendes Straßen- und Platzbild Wohnviertel um den Schobersmühlenweg |    |
| weitere Bilder Fotos hochladen |             | Waidmühlenweg 15 (Karte) |           | Teil des Ensembles Kennzeichnendes Straßen- und Platzbild Wohnviertel um den Schobersmühlenweg |    |
| weitere Bilder Fotos hochladen |             | Waidmühlenweg 16 (Karte) |           | Kennzeichnendes Straßen- und Platzbild Wohnviertel um den Schobersmühlenweg                    |    |
| weitere Bilder Fotos hochladen |             | Waidmühlenweg 17 (Karte) |           | Teil des Ensembles Kennzeichnendes Straßen- und Platzbild Wohnviertel um den Schobersmühlenweg |    |
| weitere Bilder Fotos hochladen |             | Waidmühlenweg 18 (Karte) |           | Teil des Ensembles Kennzeichnendes Straßen- und Platzbild Wohnviertel um den Schobersmühlenweg |    |
| weitere Bilder Fotos hochladen |             | Waidmühlenweg 19 (Karte) |           | Teil des Ensembles Kennzeichnendes Straßen- und Platzbild Wohnviertel um den Schobersmühlenweg |    |
| weitere Bilder Fotos hochladen |             | Waidmühlenweg 20 (Karte) |           | Teil des Ensembles Kennzeichnendes Straßen- und Platzbild Wohnviertel um den Schobersmühlenweg |    |
| weitere Bilder Fotos hochladen |             | Waidmühlenweg 21 (Karte) |           | Teil des Ensembles Kennzeichnendes Straßen- und Platzbild Wohnviertel um den Schobersmühlenweg |    |
| weitere Bilder Fotos hochladen |             | Waidmühlenweg 22 (Karte) |           | Teil des Ensembles Kennzeichnendes Straßen- und Platzbild Wohnviertel um den Schobersmühlenweg |    |
| weitere Bilder Fotos hochladen |             | Waidmühlenweg 23 (Karte) |           | Teil des Ensembles Kennzeichnendes Straßen- und Platzbild Wohnviertel um den Schobersmühlenweg |    |
| weitere Bilder Fotos hochladen |             | Waidmühlenweg 24 (Karte) |           | Teil des EnsemblesKennzeichnendes Straßen- und Platzbild Wohnviertel um den Schobersmühlenweg  |    |
| weitere Bilder Fotos hochladen |             | Waidmühlenweg 25 (Karte) |           | Teil des Ensembles Kennzeichnendes Straßen- und Platzbild Wohnviertel um den Schobersmühlenweg |    |
| weitere Bilder Fotos hochladen |             | Waidmühlenweg 26 (Karte) |           | Teil des Ensembles Kennzeichnendes Straßen- und Platzbild Wohnviertel um den Schobersmühlenweg |    |
| weitere Bilder Fotos hochladen |             | Waidmühlenweg 27 (Karte) |           | Teil des Ensembles Kennzeichnendes Straßen- und Platzbild Wohnviertel um den Schobersmühlenweg |    |
| weitere Bilder Fotos hochladen |             | Waidmühlenweg 28 (Karte) |           | Teil des Ensembles Kennzeichnendes Straßen- und Platzbild Wohnviertel um den Schobersmühlenweg |    |
| weitere Bilder Fotos hochladen |             | Waidmühlenweg 29 (Karte) |           | Teil des Ensembles Kennzeichnendes Straßen- und Platzbild Wohnviertel um den Schobersmühlenweg |    |
| weitere Bilder Fotos hochladen |             | Waidmühlenweg 30 (Karte) |           | Teil des Ensembles Kennzeichnendes Straßen- und Platzbild Wohnviertel um den Schobersmühlenweg |    |
| weitere Bilder Fotos hochladen |             | Waidmühlenweg 31 (Karte) |           | Teil des Ensembles Kennzeichnendes Straßen- und Platzbild Wohnviertel um den Schobersmühlenweg |    |

### Waldemarstraße
| Bild                           | Bezeichnung | Lage                      | Datierung | Beschreibung                                                                      | ID |
| ------------------------------ | ----------- | ------------------------- | --------- | --------------------------------------------------------------------------------- | -- |
| weitere Bilder Fotos hochladen |             | Waldemarstraße 13 (Karte) |           | Teil des Ensembles Bauliche Gesamtanlage Wohnviertel Erfurter Spar- und Bauverein |    |
| weitere Bilder Fotos hochladen |             | Waldemarstraße 14 (Karte) |           | Teil des Ensembles Bauliche Gesamtanlage Wohnviertel Erfurter Spar- und Bauverein |    |
| weitere Bilder Fotos hochladen |             | Waldemarstraße 15 (Karte) |           | Teil des Ensembles Bauliche Gesamtanlage Wohnviertel Erfurter Spar- und Bauverein |    |
| weitere Bilder Fotos hochladen |             | Waldemarstraße 16 (Karte) |           | Teil des Ensembles Bauliche Gesamtanlage Wohnviertel Erfurter Spar- und Bauverein |    |

## Ehemalige Kulturdenkmale
| Bild            | Bezeichnung | Lage                      | Datierung | Beschreibung                                                                      | ID |
| --------------- | ----------- | ------------------------- | --------- | --------------------------------------------------------------------------------- | -- |
| Fotos hochladen |             | Albrechtstraße 14 (Karte) |           | ehemals Teil des Ensembles Bauliche Gesamtanlage Modernisierungsgebiet Auenstraße |    |
| Fotos hochladen |             | Albrechtstraße 15 (Karte) |           | ehemals Teil des Ensembles Bauliche Gesamtanlage Modernisierungsgebiet Auenstraße |    |
| Fotos hochladen |             | Albrechtstraße 16 (Karte) |           | ehemals Teil des Ensembles Bauliche Gesamtanlage Modernisierungsgebiet Auenstraße |    |
| Fotos hochladen |             | Albrechtstraße 17 (Karte) |           | ehemals Teil des Ensembles Bauliche Gesamtanlage Modernisierungsgebiet Auenstraße |    |
| Fotos hochladen |             | Albrechtstraße 18 (Karte) |           | ehemals Teil des Ensembles Bauliche Gesamtanlage Modernisierungsgebiet Auenstraße |    |
| Fotos hochladen |             | Albrechtstraße 19 (Karte) |           | ehemals Teil des Ensembles Bauliche Gesamtanlage Modernisierungsgebiet Auenstraße |    |
| Fotos hochladen |             | Albrechtstraße 20 (Karte) |           | ehemals Teil des Ensembles Bauliche Gesamtanlage Modernisierungsgebiet Auenstraße |    |
| Fotos hochladen |             | Albrechtstraße 21 (Karte) |           | ehemals Teil des Ensembles Bauliche Gesamtanlage Modernisierungsgebiet Auenstraße |    |
| Fotos hochladen |             | Albrechtstraße 22 (Karte) |           | ehemals Teil des Ensembles Bauliche Gesamtanlage Modernisierungsgebiet Auenstraße |    |
| Fotos hochladen |             | Albrechtstraße 23 (Karte) |           | ehemals Teil des Ensembles Bauliche Gesamtanlage Modernisierungsgebiet Auenstraße |    |